# Xtro - Attacco alla Terra
Xtro - Attacco alla Terra (Xtro) è un film del 1982 diretto da Harry Bromley Davenport.
Film di fantascienza che ha avuto due seguiti: Il ritorno dell'alieno (1990) e Xtro 3: Watch the Skies (1995).

## Trama
Sam Phillips viene rapito dagli alieni. Tre anni dopo, una donna sulla Terra viene messa incinta da una creatura aliena, partorendo poi Sam già adulto. Il quale si presenta dalla moglie Rachel, reclamando il suo posto accanto alla donna e al figlio Tony. Ma Rachel s'è rifatta una vita col fotografo Joe Daniels, ed è ora indecisa su quale dei due uomini scegliere. Contro la volontà di Joe, Sam, che mostra di non ricordare nulla degli ultimi tre anni, si trasferisce dalla moglie. Tony, intanto, comincia a fare terribili incubi.